# Chris Harty
Christen Harty Schaefer est un producteur, réalisateur et scénariste de télévision américain.

## Filmographie
- 1993 : Biography (TV)
- 1993 : The Wild West (TV)
- 1997 : Ships of Slaves: The Middle Passage (TV)
- 1998 : Into the Breach: Saving Private Ryan (TV)
- 2001 : Moments of Truth with Stephen Ambrose (TV)
- 2002 : M. Night Shyamalan's Signs of Fear (TV)
- 2002 : HBO First Look (TV)
- 2003 : Giants: Friends or Foe (TV)
- 2004 : Between the Lines (TV)
- 2004 : Modern Marvels (TV)
- 2005 : I Married a Princess (TV)
- 2005 : Houdini: Unlocking the Mystery (TV)
- 2005 : Inside: Harry Potter and the Goblet of Fire (TV)
- 2005 : MovieReal: Memoirs pf a Geisha (TV)

## Distinctions
- 1995 : Nommé à l'Emmy Award de la meilleure série internationale (A Century of Women)